# 2174 Asmodeus
2174 Asmodeus (1975 TA) là một tiểu hành tinh vành đai chính được phát hiện ngày 8 tháng 10 năm 1975 bởi S. J. Bus và J. P. Huchra ở Palomar.